# Capture de la flotte hollandaise au Helder
Première Coalition
Batailles
La capture de la flotte hollandaise au Helder désigne la prise des navires de la marine de la république des Provinces-Unies stationnés dans la base navale du Helder, en Hollande-Septentrionale, par la cavalerie française du 8e régiment de hussards et le 3e bataillon de tirailleurs belges dans la nuit du 4 pluviôse an III (23 janvier 1795), au cours des guerres de la Révolution française. Le théâtre des opérations fut de nouveau au cœur du conflit qui survint quelques années plus tard lors de l'invasion anglo-russe de la Hollande.

## La campagne
Le général Pichegru commandait la campagne d'automne 1794 au cours de laquelle se fit la conquête de la Hollande. L'armée française entra à Amsterdam le 19 janvier 1795 pour y prendre ses quartiers d'hiver.

## Stratégie

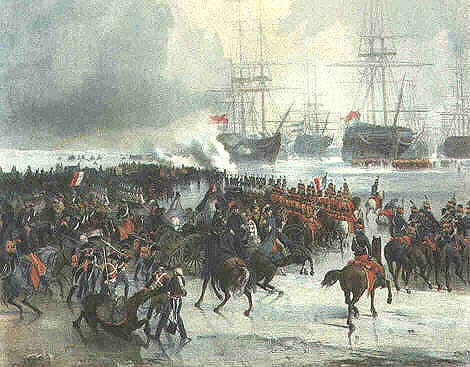
Prise de la flotte Anglo-Batave, arrêtée par les glaces dans les eaux du Texel pendant l'hiver de 1795. Par Charles Louis Mozin.

Bien informé, le général apprit qu'une flotte néerlandaise stationnait au Helder, à environ 80 km au nord d'Amsterdam. L'hiver étant extrêmement rigoureux, les fleuves et les côtes étaient pris dans la glace. Le général de brigade Jean-Guillaume de Winter fut dépêché par le Général Pichegru à la tête d'un détachement du 8e régiment de hussards. Ce Néerlandais, qui avait reçu une formation navale, servait la France depuis 1787, et commanda plus tard la flotte hollandaise à la bataille de Camperduin. Il avait pour mission d'empêcher soit l'occupation du Helder par les Britanniques, soit que la flotte hollandaise, comprenant 14 navires de guerre dont 11 gréés et armés et des navires marchands, rejoigne la Grande-Bretagne. Il arriva dans la nuit du 4 pluviôse an III (23 janvier 1795), accompagné de troupes d'infanterie. La flotte hollandaise était bien là, prise dans la glace. Chaque hussard, galopant sur la glace, avait emporté un fantassin du 3e bataillon de chasseurs belges en croupe.
Après avoir pris les précautions nécessaires pour éviter que les sabots des chevaux ne réveillassent les marins, le lieutenant-colonel Louis Joseph Lahure lança l'assaut. La glace ne céda pas, et les navires hollandais se rendirent se croyant entourés par une armée plus puissante. Les navires hollandais ayant été figés inclinés, leur artillerie pointait bien au-dessus de la cavalerie française et ne put servir à défendre les navires.

## Discussion
Certaines sources mentionnent que ce sont les soldats du 15e régiment d'infanterie légère qui ont participé à la capture. Dans ses mémoires, Lahure indique qu'il s'agit du 3e bataillon de tirailleurs belges. Le fait qu'il ait été nommé dans la même année à la tête du 15e léger (qui a incorporé le 3e bataillon) est sûrement la cause de la confusion. 
Dans son ouvrage La guerre de Hollande et l'affaire du Texel, Bonnal de Ganges affirme que le 8e hussard n'était pas assez nombreux sur place, et que ce serait  le 5e hussard qui a réalisé la capture. Mais Lahure confirme bien que la capture s'est faite avec « une centaine de hussards » en rapportant le témoignage de la cantinière « mère Catherine ».

## Bilan
L'armée française a capturé 5 vaisseaux de ligne, 3 frégates et 6 corvettes, armés de 850 canons, et plusieurs navires marchands et leurs équipages. C'est un cas unique dans les annales militaires qu'une flotte soit capturée par une charge de cavalerie.